# Aïmen Demai
Aïmen Demai (* 10. Dezember 1982 in Thionville, Département Moselle, Frankreich) ist ein ehemaliger französischer Fußballspieler und heutiger Fußballtrainer mit tunesischen und algerischen Wurzeln.
Er begann seine Karriere beim FC Metz und spielte ab 2004 bei deutschen Klubs. Zunächst beim 1. FC Saarbrücken unter Vertrag stehend, zog es ihn zum 1. FC Kaiserslautern, ehe er bis zu seinem Karriereende für Alemannia Aachen spielte. Demai war nach seinem Karriereende Jugendtrainer in Aachen und wird ab der Saison 2020/21 bei Fortuna Düsseldorf unter Vertrag stehen. Als Spieler kam er, der neben der französischen auch die algerische sowie die tunesische Staatsbürgerschaft besitzt, im Jahr 2003 auch zu einem Einsatz für die algerische Nationalmannschaft. Nach einem Verbandswechsel kam Aïmen Demai im Jahr 2009 zu zwei Spielen für die tunesische Nationalelf.

## Karriere

### Im Verein
Demais Vater stammt aus Algerien, seine Mutter aus Tunesien. Beide waren aus ihren jeweiligen Herkunftsländern nach Frankreich ausgewandert und im Département Moselle sesshaft geworden.
Demai begann mit dem Fußball 1994 als Rechtsverteidiger in der Jugend des Uckange USAG in Frankreich. Nachdem er auch in der Jugend des FC Woippy gespielt hatte, ging er 1998 in das Centre de Formation des FC Metz. 2000 wurde er in den Kader der Profimannschaft, die damals in der Ligue 1 spielte, aufgenommen, ohne jedoch in seiner ersten Saison zu einem Einsatz zu kommen. Erst in der Saison 2001/02 kam er zu seinem Profidebüt; am 4. November 2001 wurde er beim Spiel gegen den AJ Auxerre in der 72. Minute für Grégory Proment eingewechselt. Auch nach dem Abstieg in die zweite Liga 2002 konnte er keinen Stammplatz erobern. In der Saison 2002/03, in der der direkte Wiederaufstieg gelang, kam er auf neun Saisoneinsätze, darunter acht in der Liga. Nachdem sich seine Einsatzchancen auch in der Saison 2003/04 nicht verbessert hatten, wechselte er zur Saison 2004/05 über die nahegelegene deutsch-französische Grenze und unterschrieb beim damaligen Zweitligisten und Aufsteiger 1. FC Saarbrücken.
Sein Debüt für die Saarländer gab der Abwehrspieler am 8. August 2004, als er bei der 0:2-Niederlage gegen Rot-Weiß Erfurt in der Anfangself stand. In der Folgezeit wurde Demai Stammspieler beim 1. FC Saarbrücken. Im Verlauf der Saison kam Demai auf 31 Einsätze, in denen er zwei Treffer erzielte. Auch in der Saison 2005/06 war Demai Stammspieler, die Mannschaft verpasste aber den Klassenerhalt und stieg in die Regionalliga ab. Im Saisonverlauf kam er auf 32 Einsätze und drei Treffer.
Demai blieb in der 2. Fußball-Bundesliga und heuerte beim 1. FC Kaiserslautern an, der zuvor aus der Bundesliga abgestiegen war. Am 28. Juni 2006 unterschrieb er beim FCK nach einer erfolgreichen sportärztlichen Untersuchung einen Vertrag bis 2009. Demai war zu Saisonbeginn Stammspieler. Er verletzte sich am 24. November 2006, dem 14. Spieltag, in der Partie gegen den FC Augsburg bei einem Zweikampf mit Robert Strauß schwer und fiel bis Saisonende aus. Am 26. August 2007 gab Demai sein Comeback, als er am dritten Spieltag gegen die SpVgg Greuther Fürth in der Anfangself aufgeboten wurde. Während Kaiserslautern 2006/07 noch um den Aufstieg mitgespielt hatte, steckte die Mannschaft in der Folgesaison im Abstiegskampf und rettete sich erst am letzten Spieltag durch einen 3:0-Sieg gegen den 1. FC Köln. Im Saisonverlauf war Demai zu 29 Einsätzen gekommen. In der Saison 2008/09 gehörte Kaiserslautern in der Hinrunde zu den Aufstiegskandidaten, brach aber in der Rückrunde ein und beendete die Saison auf dem siebten Tabellenplatz. Nach drei Jahren und 70 Zweitligaeinsätzen in Kaiserslautern wechselte Demai zur Saison 2009/10 zu Alemannia Aachen.
Da er sich in der Saisonvorbereitung verletzt hatte, gab er sein Debüt für die Aachener erst am 20. September 2009, als er beim 2:0-Sieg gegen den TSV 1860 München eingesetzt wurde. Insgesamt bestritt er in der Saison 2009/10 21 Spiele. In der Saison darauf war Demai nur phasenweise Stammspieler. Am 28. April 2011 gab Peter Hyballa, der damalige Trainer der Aachener Alemannia bekannt, dass er zur neuen Saison ohne Demai plane. Er spielte die Saison zu Ende. Im Sommer 2011 absolvierte er ein Probetraining bei seinem ehemaligen Verein FC Metz. Ein Vertragsangebot, das man ihm unterbreitet hatte, schlug Demai jedoch aus.
In der neuen Saison spielte Demai zunächst für die Amateure der Alemannia in der fünftklassigen NRW-Liga. Nachdem Hyballa entlassen worden war, übernahm Friedhelm Funkel das Traineramt. Dieser holte Demai wieder in den Profikader. Sein Comeback gab Demai am 16. Oktober 2011, als er am 11. Spieltag gegen Dynamo Dresden in der Anfangself stand; gegen die Dresdner machte Demai den Treffer zum zwischenzeitlichen 1:0. Bald darauf war er wieder eine feste Größe im defensiven Mittelfeld – wenn gleich er vereinzelt auch auf anderen Positionen eingesetzt wurde –, konnte aber den Abstieg in die 3. Liga nicht mehr verhindern. Dennoch verlängerte Demai seinen Vertrag bis 2015 und ging mit den Alemannen den Weg in die Drittklassigkeit. Er verpasste aber aufgrund einer Knieverletzung den Großteil der Saison und die Aachener wurden schließlich in die Regionalliga West durchgereicht. Daraufhin verließ Demai die Alemannia, fand aber keinen Verein und hielt sich in Aachen fit. Im Januar 2014 erhielt er schließlich einen neuen Vertrag. Demai kam nicht immer zum Einsatz, aber bei den wenigen Partien, in denen er spielte, stand er oftmals in der Startelf. Alemannia Aachen verpasste mit Platz 13 die Rückkehr in den professionellen Fußball. Im zweiten Jahr der Aachener in der Viertklassigkeit war Demai nicht immer zum Einsatz gekommen, war aber mit 24 Startelfmandaten bei 27 Einsätzen dennoch Stammspieler.
Nach dem Rücktritt von Christian Benbennek fungierte Demai, neben Sven Schaffrath als Interimstrainer. Insgesamt coachten sie die 1. Mannschaft von Alemannia Aachen im Dezember 2015 in 2 Spielen. Im Januar 2016 übernahm Fuat Kılıç den vakanten Trainerposten. Zum Ende der Spielzeit 2015/2016 kündigte Demai an, dass er seine aktive Karriere bei der Alemannia beenden wird.

### Nationalmannschaft
Demai spielte für algerische Jugendauswahlmannschaften. Im Jahr 2003 bestritt er ein Länderspiel für die A-Nationalmannschaft Algeriens. Am 11. Februar 2009 wurde Demai zum ersten Mal in den Kader der tunesischen Nationalmannschaft berufen.

## Trainerkarriere
Aïmen Demai blieb dem Verein jedoch treu und übernahm im Juli 2019 die U17-Mannschaft der Alemannia Aachen. Zur Saison 2020/21 wechselte er zu Fortuna Düsseldorf, wo er im Nachwuchsleistungszentrum die U16 übernehmen wird. Aus persönlichen Gründen verließ Demai den Klub später wieder.